# Erich Ludwig
Pour les articles homonymes, voir Ludwig.

a Compétitions nationales et continentales officielles uniquement.

b Matchs officiels uniquement.
Erich Ludwig est un joueur allemand de rugby à XV évoluant aux lignes avant. Il joue en club au SC 1880 Frankfurt.

## Biographie
Erich Ludwig joue en club au SC 1880 Frankfurt avec lequel il est médaillé d'argent aux Jeux olympiques d'été de 1900 à Paris, avec notamment son frère Richard Ludwig.

## Palmarès
- Vice-champion olympique de rugby en 1900.